# 前田晶子
前田 晶子（まえだ あきこ、1967年9月11日 - ）は、フリーアナウンサー、ラジオパーソナリティ、役者、朗読家。以前は宮崎放送（MRT）に在籍した。

## 略歴・人物
- 大阪府池田市出身。関西学院大学卒業。1991年4月1日に、宮崎放送（MRT）入社。2006年7月31日に退社した。以降、フリーランスのアナウンサーとして活動。古巣のMRTをメインに、主に、ラジオパーソナリティーを務めている。
- 趣味は演劇、星空観察、お茶（紅茶と中国茶）（※過去のMRT公式サイトより抜粋）。
- 演劇集団「劇団ゼロＱ」代表として、宮崎県立芸術劇場ほか県内各地で舞台に立つなど役者としても精力的に活動している。
- 長きにわたりパーソナリティを務めるラジオ番組「綾日和」での情報発信の実績が評価され、2017年6月に綾町の観光大使を委嘱された。

## 現在の主な担当番組
- 明日が見えるラジオ
- 晶子と県劇「知っ得！なっとく！」
- 綾日和（「土曜に乾杯!」→「超★ドッキングラジオ」内のミニコーナー、15：00～15:10）
- みやざき熱時間スペシャル「ウイルスの脅威と立ち向かうために～口蹄疫から10年～」（NHK宮崎、2020年4月17日、19:30～20:42）

### 過去の担当番組（ラジオ）
- アニメランド（MRT制作のラジオ番組。1991年より数年間、樫元洋アナや富樫吉樹アナとMC担当）
- ダディと晶子のクラシックジョッキー（1994年-？、川添倭男と共にMC担当）
- 歌春一座がまいりました（1998年10月-1999年9月/県内44市町村を巡るMRT開局45周年記念ラジオ番組/桂歌春、坂井淳子アナ他と担当）
- MRT夕焼けスタジオ（2004年頃に水曜日を担当）
- エンタメ!!（2004年頃/メインMC）
- 歌のない歌謡曲（2007年頃/メインMC）
- スカッと朝いち番!（2009年頃に火曜日を担当）
- みやざきホットタイム（メインMC）
- ラジオ文学館
- 第17回MRT児童音楽祭（特番・1999年5月3日公開録音、5月9日放送/司会を担当）
- 第61回「アニメランドスペシャル」公開録音（2002年5月11日、みやざきフラワーフェスタ/ゲスト：神谷明・古川貴子/樫元洋アナと司会を担当）

ほか

### 過去の担当番組（テレビ）
- 高校生フォーラム・永六輔と語る21世紀の宮崎～21世紀はこんな宮崎にしたい・暮らしたい（MRT開局40周年記念特番、1994年11月21日公開録画・12月4日放送/上岡信夫アナと司会を担当）

ほか

## 演劇および朗読活動
2002年より、語りユニット「宵がたり」メンバーとして活動中。「語り」は鎌田弥恵、平野啓子に師事しており、主に東京や宮崎で朗読・公演活動を行う。
2007年、演劇ユニット「女組☆でこんば」に参加し、初舞台を経験。 
2008年、宮崎県立芸術劇場の演劇ワークショップに参加。2009年1月、宮崎県立芸術劇場主催の演劇人養成講座「劇団をつくろう！」第一期生の発表公演「波と線路」を上演。その後、ワークショップメンバーと共に2009年4月「劇団ゼロQ」を旗揚げ。以降、劇団公演に数多く出演する。「劇団ゼロＱ」初代代表・岡田心平が2011年6月に急逝、その後を受けて同劇団の代表となった。

## 綾町観光大使としての活動
MRTラジオ「綾日和」のメインパーソナリティーを担当し、綾町の魅力を長年にわたり発信。またイベント活動として「宮崎・綾スローフード協会」主催にて2008年より開催されている「綾スローフードまつり」に毎回参加し、オープニングセレモニーの司会を担当。2009年には綾町公民館文化ホールにおける「綾町公民館大会」（綾・照葉樹林プロジェクトの取組についての報告会）の司会進行を務めるなど、それまでの綾町への深い造詣が高く評価され、2017年6月に綾町初の観光大使を委嘱された（その際、「綾ラジオ畑」を長年担当している薗田潤子アナも同じく大使に任命された）。